# Гривнин Володимир Сергійович
Володимир Сергійович Гривнин (27 вересня 1923 року, Харків — 25 березня 2014 року, Москва) — російський літературознавець українського походження, перекладач, доктор філологічних наук (1976) (тема докторської дисертації: «творчість Акутагава Рюноске»), професор ІКАА (1978), заслужений професор МДУ (2000). Член Спілки письменників (1972).
Закінчивши Московський військовий інститут іноземних мов (1944). У званні лейтенанта служив перекладачем штабу 17-ї армії Забайкальського фронту, брав участь у Маньчжурській операції. Звільнений у запас у 1948 році.
Спеціалізувався на перекладах сучасної японської літератури. Автор монографії «Акутаґава Рюноске. Життя. Творчість. Ідеї» (1980) і близько 150 наукових робіт із сучасної японської літератури, культури й методики викладання, в тому числі «Навчальний посібник з перекладу з японської мови на російську (лексичні питання перекладу)» (1968), «Навчальний посібник з перекладу з японської мови на російську (граматичні питання перекладу)» (співавт. Т. Корчагіна, 1975) і ін.
Широку популярність отримали його переклади творів Кобо Абе, Акутаґави Рюноске, Мейсея Гото, Ясунарі Кавабати, Кендзабуро Ое, Сюсаку Ендо, Сетаро Ясуоки та ін.
У 1999 році за зібрання творів Кобо Абе в 4 тт., видане в перекладі і під редакцією В. С. Гривнина видавництвом «Симпозіум», був удостоєний премії «ілюмінатор», що присуджується редакцією журналу «Іноземна література» за видатні заслуги в галузі перекладу та дослідження зарубіжної літератури.
25 березня 2014 року Володимир Гривнин помер на 91-му році життя.